# Arnolfo di Reims
Arnolfo di Reims (prima del 967 – 5 marzo 1021) fu arcivescovo di Reims, deposto e poi reintegrato nella carica.
Era figlio illegittimo di Lotario IV.

## Biografia
L'arcivescovo Adalberone avrebbe voluto come proprio successore Gerberto di Aurillac ma il re, Ugo Capeto, accettò Arnolfo, uno degli ultimi carolingi, nel marzo 989. Nel settembre di quell'anno Arnolfo sostenne un tentativo di riportare sul trono suo zio, il duca Carlo di Lorena, il quale, per un breve periodo, riuscì a tenere le città di Reims e Laon. Nel 990 Arnolfo rifiutò di assistere ad un sinodo a Senlis e lui e lo zio vennero incarcerati il 29 marzo. 
Nel giugno 991 Seguin, arcivescovo di Sens, presiedette un sinodo a Verzy, nei pressi di Reims, nell'abbazia di san Basilio, che depose Arnolfo per presunto alto tradimento, sostituendolo con Gerberto. Questo atto fu però molto contestato e Papa Giovanni XV mandò Leone, abate dell'abbazia dei Santi Bonifacio e Alessio a Roma, come legato per presiedere un sinodo a Mouzon, che si tenne il 2 giugno 995. Gerberto venne sospeso dall'episcopato. Un secondo sinodo, tenuto il 1º luglio, dichiarò l'intero processo di deposizione ed elevazione illegale e non valido: Arnolfo venne quindi reintegrato ed incoronò nel 1017 Ugo, figlio di Roberto II di Francia, come co-re secondo la tradizione dei Capetingi. Tutta la resistenza alla nuova dinastia morì con Arnolfo, nel 1021, ultimo discendente in linea diretta del ramo primogenito dei carolingi.

## Albero genealogico
|                       |   |                             | Genitori                      |  |  | Nonni |  |  | Bisnonni             |  |  | Trisnonni           |  |
|                       |   |                             |                               |  |  |       |  |  | Carlo III di Francia |  |  | Luigi II di Francia |  |
|                       |   |                             |                               |  |  |       |  |  | Carlo III di Francia |  |  | Luigi II di Francia |  |
|                       |   | Adelaide del Friuli         |                               |  |  |       |  |  | Carlo III di Francia |  |  |                     |  |
| Luigi IV di Francia   |   |                             |                               |  |  |       |  |  | Carlo III di Francia |  |  |                     |  |
|                       |   | Eadgifu degli Angli-Sassoni | Edoardo I degli Anglo-Sassoni |  |  |       |  |  |                      |  |  |                     |  |
|                       |   | Eadgifu degli Angli-Sassoni | Edoardo I degli Anglo-Sassoni |  |  |       |  |  |                      |  |  |                     |  |
|                       |   | Eadgifu degli Angli-Sassoni | Elfleda                       |  |  |       |  |  |                      |  |  |                     |  |
| Lotario IV di Francia |   | Eadgifu degli Angli-Sassoni |                               |  |  |       |  |  |                      |  |  |                     |  |
|                       |   | Enrico I di Sassonia        | Ottone I di Sassonia          |  |  |       |  |  |                      |  |  |                     |  |
|                       |   | Enrico I di Sassonia        | Ottone I di Sassonia          |  |  |       |  |  |                      |  |  |                     |  |
|                       |   | Enrico I di Sassonia        | Edvige di Babenberg           |  |  |       |  |  |                      |  |  |                     |  |
| Gerberga di Sassonia  |   | Enrico I di Sassonia        |                               |  |  |       |  |  |                      |  |  |                     |  |
|                       |   | Santa Matilde di Ringelheim | Teodorico di Ringelheim       |  |  |       |  |  |                      |  |  |                     |  |
|                       |   | Santa Matilde di Ringelheim | Teodorico di Ringelheim       |  |  |       |  |  |                      |  |  |                     |  |
|                       |   | Santa Matilde di Ringelheim | Rinilde di Frisia             |  |  |       |  |  |                      |  |  |                     |  |
| Arnolfo di Reims      |   | Santa Matilde di Ringelheim |                               |  |  |       |  |  |                      |  |  |                     |  |
|                       | … | …                           |                               |  |  |       |  |  |                      |  |  |                     |  |
|                       | … | …                           |                               |  |  |       |  |  |                      |  |  |                     |  |
|                       | … | …                           |                               |  |  |       |  |  |                      |  |  |                     |  |
| …                     | … |                             |                               |  |  |       |  |  |                      |  |  |                     |  |
|                       |   | …                           | …                             |  |  |       |  |  |                      |  |  |                     |  |
|                       |   | …                           | …                             |  |  |       |  |  |                      |  |  |                     |  |
|                       |   | …                           | …                             |  |  |       |  |  |                      |  |  |                     |  |
| ?                     |   | …                           |                               |  |  |       |  |  |                      |  |  |                     |  |
|                       |   | …                           | …                             |  |  |       |  |  |                      |  |  |                     |  |
|                       |   | …                           | …                             |  |  |       |  |  |                      |  |  |                     |  |
|                       |   | …                           | …                             |  |  |       |  |  |                      |  |  |                     |  |
| …                     |   | …                           |                               |  |  |       |  |  |                      |  |  |                     |  |
|                       |   | …                           | …                             |  |  |       |  |  |                      |  |  |                     |  |
|                       |   | …                           | …                             |  |  |       |  |  |                      |  |  |                     |  |
|                       |   | …                           | …                             |  |  |       |  |  |                      |  |  |                     |  |
|                       |   | …                           |                               |  |  |       |  |  |                      |  |  |                     |  |